# Stanko Horvat
Stanko Horvat (født 12. marts 1930 i Zagreb, Kroatien - død 30. oktober 2006) var en kroatisk komponist og lærer.
Horvat studerede komposition på Musikkonservatoriet i Zagreb (1956-1958), hvor hans lærer var Stjepan Sulek. Han studerede videre på Musikkonservatoriet i Paris (1958-1959) hos Tony Aubin, og privat hos René Leibowitz i Berlin. Han har skrevet 2 symfonier, orkesterværker, koncertmusik, kammermusik, balletmusik, strygerkvartetter, klaverstykker etc. Horvat underviste som lærer i komposition på Musikkonservatoriet i Zagreb imellem (1961-1999), hvor han skolede mange fremtidige og vigtige kroatiske komponister.

## Udvalgte værker
- Symfoni nr. 1 (1955) - for orkester
- Symfoni nr. 2 "Messing" (1999) - for mezzosopran, bassanger, blandet kor og blæserorkester
- Koncert (1952) - for strygeorkester
- "Den udvalgte" (1960) - ballet